# Robert Curl
Robert Floyd Curl Jr. (23. srpna 1933, Alice, Texas – 3. července 2022 Houston) byl profesor chemie na Rice University. V roce 1996 byl za objev fullerenů (společně s Richardem Smalleyem také z Rice University a Haroldem Krotem z University of Sussex) oceněn Nobelovou cenou za chemii.
Narodil se ve městě Alice v Texasu, na Rice University v roce 1954 obdržel titul B.A. a v roce 1957 obdržel titul Ph.D. na University of California. Věnoval se vývoji ve fyzikální chemii, genotypu DNA a sekvenčním informacím a dalším věcem.